# Onahau (fleuve)

Le fleuve Onahau  (en anglais : Onahau River) est un cours d’eau de la région de Tasman de l’Île du Sud de la Nouvelle-Zélande.

## Géographie
Elle a sa source tout près du point le plus au Nord du parc national de Kahurangi, d’où elle s’écoule vers le nord-est pour atteindre la Golden Bay au nord-ouest de la ville de takaka. La petite Little Onahau suit grossièrement parallèle le cours plus au sud-ouest de la rivière Onahau.